# Reserva índia Crow
La reserva índia Crow (est. 1868) és la llar de la nació ameríndia crow de l'estat de Montana als Estats Units. La reserva està situada en parts dels comtats de Big Horn, Yellowstone, i Treasure al sud de Montana. Té una superfície total de 9.340,89 km², que la fa la cinquena o sisena reserva més gran en superfície dels Estats Units (competeix amb la reserva índia de Standing Rock segons es comptin o no la superfície d'aigua.) La seu de la reserva és a Crow Agency.
La Tribu Crow de Montana té un registre tribal d'aproximadament 11.000 individus, dels quals 7.900 viuen a la reserva. El 85% dels residents a la reserva parlen lA llengua crow com a primera llengua.
La reserva índia Crow, la més gran de les set reserves índies a Montana, es troba al centre-sud de Montana, en la frontera amb Wyoming al sud i la reserva índia Northern Cheyenne a l'est. En els seus 2.300.000 acres la reserva aplega l'extrem septentrional de les Muntanyes Bighorn, Muntanyes Wolf, i Muntanyes Pryor. El riu Bighorn flueix cap al nord des de la frontera de Montana amb Wyoming, en camí cap al nord fins al riu Little Bighorn als afores de Hardin (Montana). Part de les fronteres de frontera s'estenen al llarg de la serralada que separa Pryor Creek i el riu Yellowstone. La ciutat de Billings es troba a 16 kilòmetres al nord-oest de la frontera de la reserva.
La sèrie de la PBS Reading Rainbow filmà aquí el seu desè episodi "The Gift of the Sacred Dog" el 17 de juny de 1983. El títol és basat en un llibre de Paul Goble i fou narrat per l'actor Michael Ansara.

## Comunitats
- Crow Agency
- Fort Smith (Montana) (part)
- Hardin (Montana) (part)
- Lodge Grass
- Pryor (Montana)
- St. Xavier (Montana)
- Wyola